# Alexandra Silva
Pour les articles homonymes, voir Silva.
Alexandra Silva, de nom complet Alexandra Martins da Silva, née le 11 février 1984, est une universitaire portugaise, chercheuse en informatique théorique et mathématiques. Elle a obtenu le prix Presburger en 2017, pour ses travaux sur les coalgèbres comme outils pour formaliser, entre autres, les coinductions dans la programmation fonctionnelle et les opérations sur diverses variantes des automates finis, notamment probabilistes.

## Biographie
Silva est née en 1984. Elle a fait ses études universitaires à l'université du Minho en informatique et mathématiques, et a obtenu son diplôme en 2006. Elle a soutenu sa thèse au CWI à Amsterdam en 2010 sous la direction conjointe de Jan Rutten et Marcello Bonsangue (titre de sa thèse :  « Kleene Coalgebra »). Elle a ensuite occupé divers postes aux Pays-Bas et au Portugal, et a séjourné comme professeur invité ou chercheur invité dans plusieurs institutions (Université Cornell, École normale supérieure de Lyon, Université d'Oxford,  Université de l'Indiana, Institut Simons) puis a rejoint l'University College London où elle est professeur d'algèbre, de sémantique et de calcul.
En 2017, elle obtient le prix Presburger de l'EATCS pour son rôle dans la promotion du domaine de modélisation et du raisonnement coalgébrique. Ce prix distingue chaque année un ou une jeune scientifique ayant apporté des contributions exceptionnelles au domaine de l'informatique théorique.

## Travaux
Ses travaux portent entre autres sur des questions d'algèbre reliées aux langages formels, formulées dans le cadre fourni par les coalgèbres. Après sa thèse de 2010 sur les coalgèbres de Kleene, où elle unifie certaines extensions des automates finis dans ce cadre formel, Silva a joué un rôle important dans la promotion du domaine de la modélisation et du raisonnement par coalgèbres.
Alexandra Silva a utilisé des techniques coalgèbriques dans le cadre de langages formels, pour les problèmes de minimisation et de déterminisation de diverses familles d'automates. Alexandra Silva  et Dexter Kozen ont écrit un article de présentation du concept de coinduction, pour le rendre accessible à un public plus large. Alexandra Silva et ses coauteurs ont développé un formalisme de coinduction pour la définition et le raisonnement sur des analogues infinitaires de la logique équationnelle et la réécriture de termes de manière uniforme et coinductive. Ce formalisme comprend le traitement de séquences de réécriture de longueur ordinale arbitraire, sans employer d'ordinaux ni de métrique de convergence, ce qui rend ce formalisme particulièrement adapté aux démonstrateurs de théorèmes. En 2009, Hoare, Moeller, Struth et Wehrman ont introduit le concept d'algèbre de Kleene concurrente comme cadre de raisonnement sur les programmes concurrents. Dans un article, les auteurs, dont Alexandra Silva, montrent que les axiomes des algèbres de Kleene concurrentes à parallélisme borné sont complets pour la sémantique proposée dans l'article de 2009 et répondent ainsi positivement à une conjecture de Hoare et al. De plus, la technique développée à cette fin permet d'établir un théorème de Kleene pour les algèbres de Kleene concurrentes.
Elle s'est aussi orientée vers l'étude de problèmes davantage liés à la programmation par flux, notamment dans le cas des automates finis probabilistes.